# Isabella av Aragonien (1470–1524)
Isabella av Aragonien, även kallad Isabella av Neapel, född 2 oktober 1470, död 11 februari 1524, hertiginna av Milano mellan 1489 och 1494, gift med Gian Galeazzo Sforza. Hon var regerande hertiginna av Bari mellan 1501 och 1524. 
Som hertiginna av Milano levde hon i ett stormigt äktenskap med sin make. Paret levde i princip i husarrest under övervakning av hennes makes farbror Ludovico Sforza, som efter hennes makes död stal Milano från hennes son. När Frankrike erövrade Neapel försökte Isabella förgäves hävda sin sons rättigheter. När hennes hemland kungadömet Neapel erövrades fick hon till slut hertigdömet Bari som kompensation. Hennes regeringstid i Bari har beskrivits som en blomstringstid för renässansen. 

## Biografi
Isabella var dotter till Alfons II av Neapel och Ippolita Maria Sforza. Hennes fars familj tillhörde en gren av Aragoniens kungafamilj och kallades därför ibland "av Aragonien". Hon fick en hög utbildning. Redan när hon var ett år blev det överenskommet att hon skulle gifta sig med sin kusin, Milanos arvinge Gian Galeazzo Sforza. Deras formella trolovning ägde rum 1480. I december 1488 vigdes paret per procura i Neapel, och i januari 1489 vigdes de en andra gång i Milano. 

### Hertiginna av Milano
Äktenskapet blev olyckligt då paret var olika. Milano styrdes i praktiken av Gian Galeazzos farbror och Isabellas morbror Ludovico Sforza, som var Milanos ställföreträdande regent. Ludovico Sforza isolerade paret och höll dem borta från allt politiskt inflytande, och när Isabella började föda barn, vilket var ett politiskt hot, försökte han också försämra deras privata relation. Han försåg Gian Galeazzo med älskare som ställde till ett svartsjukegräl med Isabella, och anklagade sedan Isabella för att försöka döda sin make; hon blev inte formellt anklagad men det resulterade i att hon förlorade sina kontakter och endast visades fram vid offentliga högtider. Paret levde i praktiken i husarrest. Ludovico Sforza slöt en allians med kejsaren och stödde Frankrikes anspråk på Neapel. När kungen av Frankrike besökte Milano 1494 vädjade Isabella förgäves till den franska kungen direkt att inte anfalla Neapel. 

### Änka i Milano
År 1494 avled Gian Galeazzo och hans farbror Ludovico Sforza utropade sig själv till regerande hertig av Milano och åsidosatte Isabellas son. Hon fick ett generöst underhåll men fortsatte leva i husarrest. 
År 1499 erövrades Milano av kungen av Frankrike som avsatte Ludovico Sforza och själv utropade sig till hertig av Milano. Isabella försökte förgäves övertala kungen att åtminstone ge hennes son en del av hans arv: hertigdömet Bari. Istället förde kungen hennes son till Frankrike, där han fängslades i kloster. Isabella tog då sina döttrar och reste tillbaka till Neapel, där hennes farbror kung Fredrik av Neapel nu regerade. Med sin farbrors stöd försökte Isabella förgäves vinna kejsarens stöd för sin sons rätt till Milano.

### Hertiginna av Bari
År 1501 anfölls Neapel av Aragonien, Kastilien, Kyrkostaten och Frankrike, och hennes farbror abdikerade sin tron. Isabella lyckades efter förhandlingar med de spanska representanterna tillerkännas hertigdömet Bari. 
Bari tillerkändes henne som erkänsla för de många motgångar som skapat offentlig sympati till hennes förmån. Hon tog kontrollen över Bari som regerande hertiginna i april 1502, med sin dotter som tronarvinge. Hennes över tjugoåriga regeringstid har beskrivits som en blomstringstid för Bari, som länge varit försummats men nu tog steget in i renässansen.
Undersökningar av hennes kvarlevor har kunnat visa att hon led av syfilis.

## Porträtt
Maike Vogt-Lüersson har framfört teorin att Leonardo da Vincis tavla Mona Lisa skulle kunna föreställa Isabella av Aragonien. Leonardo var hovkonstnär hos hertigen av Milano under elva år och Ludovico och Maximilian var viktiga mecenater. Enligt denna teori skulle mönstret på Mona Lisas dräkt indikera att hon hör till ätten Visconti-Sforza. Teorin förmodar dock att det var den första officiella målningen av hertiginnan, vilket skulle innebära att den utfördes redan 1489.

## Barn
- Francesco Maria Sforza (1491–1512)
- Ippolita Maria Sforza (1493–1501)
- Bona Sforza av Milano (1494–1557), polsk drottning gift med Sigismund I av Polen